# Skyrim (región)
Skyrim es una región ficticia que aparece en varios de los videojuegos de la serie The Elder Scrolls, entre ellos Arena y Skyrim, siendo la región en la que se ambienta este último. Se encuentra al norte de Tamriel, limitando con Roca Alta al oeste, con Páramo del Martillo al suroeste, con Cyrodiil al sur y con Morrowind al este.
La región se localiza de forma íntegra en el continente de Tamriel. Posee un clima frío, al encontrarse entre cordilleras, con nevadas y ventiscas constantes, no obstante, también son abundantes las regiones boscosas. Está habitada mayoritariamente por la raza de los nórdicos.

## Descripción
Skyrim, según el desarrollo realizado para el videojuego The Elder Scrolls V: Skyrim, está geográficamente basado en paisajes de Escandinavia, por ello destaca principalmente por su clima frío y sus ventiscas. El paisaje de la región está salpicado de cordilleras y montañas escarpadas. Por esto destaca especialmente la comarca de La Cuenca. Sin embargo, existe cierta variedad de paisajes y climas: mientras el sur de Skyrim tiene un clima más templado y "suave", con mayor densidad de bosques y llanuras, la mitad norte se ve casi continuamente salpicada por ventiscas y frío. Algunas ciudades como Hibernalia, Morthal o Lucero del Alba están casi toda parte del año bajo la nieve. En cuanto a la fauna, la zona se encuentra habitada por una variedad de especies reales como lobos u osos, junto con otros animales y bestias fantásticas producto de la inspiración en los periodos de glaciación y en la mitología, como mamuts o dragones.
Los habitantes de Skyrim son, en su mayoría, nórdicos. Los nórdicos destacan por su amor por la guerra y su fuerte sentido del honor, además de su amor por su patria. Estos están divididos por la guerra civil que sacude Skyrim, por una parte, el Imperio tratando de mantener la provincia bajo control imperial, y por otro los Capas de la Tormenta, partidarios de Ulfric Capa de la Tormenta, jarl de Ventalia que aspira a ser el rey supremo de Skyrim e independizar la región del dominio del Imperio. La provincia está formada por nueve entidades subdivisorias de nivel inferior denominadas comarcas. Cada una de ellas posee su propio estilo arquitectónico que la caracteriza. Todas ellas forman una federación en la que cada una de ellas es gobernada de forma independiente por su propio rey (denominado jarl).

## Historia
Los primeros humanos que desembarcaron en Skyrim fue una expedición dirigida por Ysgramor desde el continente de Atmora, al norte de Skyrim. Por aquel entonces —la Era Merética según la cronología de la saga—, el territorio estaba habitado por los elfos de las nieves; la expedición de Ysgramor se asentó en la zona de Hibernalia y fundaría al sur la ciudad de Saarthal. La convivencia entre humanos y elfos fue relativamente pacífica hasta la denominada «Noche de las Lágrimas», cuando los elfos de las nieves saquearon Saarthal. Los motivos no fueron revelados dentro de la saga; crónicas de la obra afirman que los elfos temían la expansión de los humanos, mientras que otras afirman que creían que los humanos ocultaban en la ciudad un gran poder. Solamente Ysgramor y dos de sus hijos sobrevivieron para regresar a Atmora.
Ysgramor regresaría a Skyrim con un contingente de tropas conocidas como «Los Quinientos Compañeros»; una guerra se desató entre los humanos y los elfos que concluyó en la Batalla de Moesring, donde los elfos fueron derrotados de manera decisiva. A partir de ese momento, los atmorianos iniciaron una purga de todos los elfos que habitaban en el territorio, acabando con cualquier resistencia e iniciándose el período de dominio de los humanos sobre Skyrim. Poco después, sometieron también a los gigantes. Los Compañeros fundaron Jorrvaskr, que con el tiempo se convertiría en el germen que daría lugar a la ciudad de Carrera Blanca. Ysgramor fundaría la ciudad de Ventalia, al este del territorio.
Los atmorianos se rebelaron contra el dominio de los dragones. La diosa Kynareth —también conocida como «Kyne» por los nórdicos—, les otorgó el thu'um, es decir, la capacidad de emitir los gritos de los dragones. Con este poder, los héroes Hakon Ojo-Único, Gormlaith y Felldir el Viejo sometieron a Alduin, el más poderoso de todos los dragones, ganando la guerra e iniciando la cacería de todos los dragones supervivientes.

### Primera Era
Cuando se inicia la Primera Era, la cultura atmoriana se ha asimilado con Skyrim y son denominados simplemente como «nórdicos». Es el primer Rey Supremo de Skyrim, Harald, quien proscribe cualquier presencia de los elfos de las nieves en Skyrim —desde su derrota ante Ysgramor, los elfos de las nieves habían sobrevivido en los límites fronterizos de Skyrim—, proclamando que tanto Skyrim como su pueblo eran una nación independiente y exclusivamente nórdica.
Se inicia un período de gran expansión, donde los humanos controlan Skyrim, partes de Roca Alta, el norte de Cyrodiil y Morrowind. Los humanos serán expulsados de Morrowind tras una alianza entre elfos oscuros y elfos de las nieves.
Con la muerte del Rey Supremo Borgas en el año 369 estalla la Guerra de Sucesión y se inicia la decadencia del dominio de los humanos debido a sus divisiones internas. Se ven expulsados de Roca Alta e incluso pierden territorios en Skyrim a manos de los elfos. Con la Batalla de la Montaña Roja, los nórdicos pierden también sus territorios en Morrowind. En el 420 finaliza la Guerra de Sucesión con la coronación como Rey Supremo de Olaf Ojo-único, el cual conquista la comarca de la Cuenca —la zona más occidental de Skyrim—. A la muerte de Olaf, se decidió que una asamblea de los jarls —los gobernadores de cada comarca de Skyrim— sería la encargada de decidir al nuevo Rey Supremo.
La estabilidad instaurada por Olaf no duró mucho, pues poco después estalló otro conflicto interno cuando la corona rechazó a Asurn Rompehielos como Rey Supremo, iniciándose un conflicto con el Imperio alessiano. Fue el Rey Supremo Wulfharth quien derrotó a los elfos procedentes de Roca Alta. Wulfharth llegó a vivir tanto que el dios Shor lo resucitó para que dirigiera los ejércitos nórdicos que invadieron Morrowind pero que fueron derrotados en la Segunda Batalla de la Montaña Roja, donde fallecería de nuevo Wulfharth. 

### Segunda Era
Cuando los akaviri destruyeron el Segundo Imperio, los nórdicos se levantaron contra estos. La Gran Asamblea continuó designando a los Reyes Supremos, los cuales actuaron con independencia durante el gobierno de los akaviri.
Fue en el año 431 dentro de la saga cuando estalló un nuevo conflicto, al rechazar parte de la asamblea la elección de Freydis como Reina Suprema. La división de Skyrim permitió que los orcos y los nativos de la Cuenca causaran numerosos estragos en la región occidental de Skyrim, situación que no finalizó hasta varias décadas más tarde.
Un siglo después, se produjo una nueva invasión akaviri que saqueó Ventalia, acabando con la Reina Suprema Mabjaarn. Fue Jorunn, su hijo, quien rechazó la invasión aliándose con los elfos oscuros y los argonianos, dando lugar al denominado «Pacto del Corazón de Ébano», contexto en el cual se suceden los hechos de The Elder Scrolls: Online.
A finales de la Segunda Era, nórdicos y bretones se aliaron para lanzar una invasión sobre Cyrodiil. Tiber Septim, un nórdico que, por entonces, era un general de un reyezuelo de Cyrodiil, dirigió un ejército hacia el norte de Cyrodiil para enfrentarse a ellos. Tiber Septim derrotó a los bretones en la Batalla de Sancre Tor, lo que produjo que los nórdicos le juraran lealtad. Con el respaldo de los nórdicos, Tiber Septim se hizo con el poder en Cyrodiil, sentando las bases de lo que sería el nuevo Imperio de Cyrodiil bajo la dinastía Septim. Bajo la autoridad de Tiber Septim, Skyrim volvió a reunificarse.

### Skyrim bajo la dinastía Septim
Skyrim fue protagonista en la historia del Imperio cuando la reina Potema de Soledad trató de proclamarse emperatriz junto a su hijo Uriel III. Esto desató un conflicto que a punto estuvo de desintegrar el Imperio en lo que se denominó como «Guerra del Diamante Rojo», en la cual Uriel fue capturado y ejecutado y Potema asediada en Soledad durante varios años hasta su muerte en el 137.
Durante la Crisis de Oblivion —sucesos que ocurren durante The Elder Scrolls IV: Oblivion—, todo Tamriel observa la apertura de portales hacia Oblivion.

### Rebelión de los Capas de la Tormenta
El fin a la Gran Guerra entre el Imperio y el Dominio de Aldmer llegó con la firma del Concordato Blanco y Dorado. Según este tratado, el Imperio proscribía el culto a Talos y autorizaba a agentes de los Thalmor a penetrar en territorio del Imperio para comprobar su erradicación. Esto no gustó especialmente en Skyrim, donde el culto a Talos estaba muy extendido —Skyrim había sido la tierra natal de Tiber Septim— y muchos comenzaron a alzar su voz, proclamando que el Imperio había cometido traición a la figura de Talos y que era demasiado débil como para seguir gobernando Skyrim.
El primer desagravio que sufrió Ulfric fue cuando dirigió la reconquista de Markarth, la cual había sido ocupada por los nativos de la Cuenca. Ulfric exigió que se restableciera el culto a Talos en la ciudad, a lo cual el Imperio y el jarl accedió, pero cuando el Dominio de Aldmer se enteró demandó al Imperio la entrega de Ulfric y la rectificación de su decisión; el Imperio se plegó ante sus exigencias. Ulfric regresó a Ventalia, donde fue proclamado jarl e inició el levantamiento conocido como la «Rebelión de los Capas de la Tormenta».
La asamblea de jarls se reunió para elegir al nuevo Rey Supremo. Ulfric abogó por la independencia de Skyrim del Imperio, pero la asamblea decidió coronar como Rey Supremo a Torygg, jarl de Soledad, el cual era simpatizante del Imperio. Cierto día, Ulfric acudió a Soledad, donde desafió a Torygg a un combate singular, siguiendo las viejas tradiciones nórdicas. Con el poder de su thu'um —la capacidad de emitir los gritos de los dragones—, Ulfric acabó con Torygg, comenzando entonces la auténtica rebelión contra el Imperio. Elisif, la viuda de Torygg, fue proclamada como jarl de Soledad, a la vez que proclamó su aspiración como Reina Suprema apoyada por el Imperio. El General Tulio fue designado como gobernador militar de Skyrim y representante del emperador Tito Mede II.
Para cuando se inician los sucesos de The Elder Scrolls V: Skyrim, la provincia se encuentra dividida entre aquellas comarcas que se mantienen leales al Imperio —Haafingar, la Cuenca, Falkreath y la Marca de Hjaal— y las que apoyan la pretensión de Ulfric como Rey Supremo y la independencia de la región —la Grieta, la Marca Oriental, Hibernalia y El Pálido—.

## Fauna
Animales domesticados: Usualmente se encuentran en ciudades, poblados, y asentamientos y ocasionalmente recorriendo el paisaje solos. Si tienen dueño, y son heridos o robados, al Sangre de Dragón se le impondrá una recompensa en esa región; existen pollos, perros, vacas, cabras y caballos. Si se mata a uno de estos, los guardias se volverán agresivos. 
Animales salvajes: Usualmente son  hostiles: arañas, osos (de cueva o de nieve), lobos, lobos de nieve, gato sable, gato sable de las nieves, skeever, cangrejos de barro, peces asesinos, conejos, zorros, mamuts (neutrales si se está a cierta distancia), águilas, ciervos y cauros.
Animales Acuáticos: Son útiles como alimento o ingrediente para pociones: salmones, betty de río, ostras, percebes; el único pez hostil es el pez asesino.
Insectos: mariposas, polillas, hormigas (se pueden encontrar en ciertos troncos cortados o caídos como en Carrera blanca)
En el juego existen animales con los que no se puede interactuar, como son águilas, murciélagos y hormigas.
El Mamut y el Cauro parecen haber sido domesticados por razas no amigables al jugador; el mamut, por los gigantes y el cauro por los falmer.

## Comarcas y ciudades
La provincia se subdivide en nueve comarcas, cada una de ellas gobernada por un gran asentamiento. Las cinco ciudades más grandes (Soledad, Markarth, Carrera Blanca, Ventalia y Riften) tienen un estilo arquitectónico distintivo, mientras que las más pequeñas (Morthal, Falkreath, Hibernalia y Lucero del Alba) tienen un estilo similar, el mismo que tienen los pueblos, repitiendo modelos de casa y con el mismo caserón del jarl.
Cuando se producen los sucesos de The Elder Scrolls V: Skyrim, la provincia se encuentra dividida entre las comarcas partidarias del Imperio —Haafingar, la Cuenca, Falkreath y la Marca de Hjaal—, y los que apoyan la causa de Ulfric Capa de la Tormenta y la independencia del Imperio —la Marca Oriental, la Grieta, Hibernalia y El Pálido—. Únicamente la comarca de Carrera Blanca se mantiene neutral en el conflicto.
- Carrera Blanca: denominada el «centro comercial de Skyrim», está dividida en tres distritos y domina la mayor comarca de Skyrim, la Comarca Blanca. Como lugares de interés está Jorrvaskr —sede de los Compañeros—, la Forja del Cielo, un templo a la diosa Kynareth o la Cuenca del Dragón, residencia del jarl.

- Falkreath: aislada ciudad en el sur de Skyrim, domina la comarca de su propio nombre. Falkreath goza de ser el mayor foco de batallas de toda Skyrim, por ello, posee el mayor cementerio de toda la provincia y uno de los mayores de todo Tamriel. Antiguamente la ciudad era foco de comercio y trabajo, pero tras la Gran Guerra quedó semidesierta.

- Hibernalia: una de las más antiguas ciudades de Skyrim, domina la comarca de su propio nombre. En tiempos pasados la mayor parte de la ciudad fue arropada por el mar, hecho que muchos piensan que fue provocado por el colegio de magos, único lugar de Skyrim donde se enseñan artes mágicas.

- Lucero del Alba: ciudad situada al norte de Skyrim, Lucero del Alba es una ciudad azotada continuamente por la nieve y el frío, con unos habitantes recelosos y altamente supersticiosos. Tiene una cierta afluencia de comercio marítimo. Domina la comarca de El Pálido.

- Markarth: ciudad erigida y levantada por los dwemer, está construida entre las paredes de un acantilado, lo que le confiere una situación privilegiada para defenderse contra cualquier ataque. Del mismo modo, bajo el suelo de Markarth hay una gran ciudad subterránea, también construida por los enanos. La ciudad está aterrorizada por los Renegados, un grupo de salvajes guerreros que abogan por la soberanía de los nativos de la Cuenca. La ciudad controla la comarca de La Cuenca.

- Morthal: ciudad situada bajo control imperial, Morthal es la principal ciudad de la comarca de la Marca de Hjaal. Los ciudadanos de Morthal destacan por su frialdad y superstición.

- Riften: ciudad más meridional de Skyrim, tiene una pésima reputación por albergar el gremio de ladrones y por la evidente corrupción de su gobierno, pues en la ciudad tiene una excesiva influencia la familia Espino Negro. Domina la comarca de La Grieta.

- Soledad: capital de Skyrim en el momento en que transcurre el juego, es además la sede imperial en Skyrim. Es también el puerto más importante de la provincia y uno de los principales de todo el Imperio. Domina la comarca de Haafingar. Algunos lugares de interés son el Palacio Azul, el colegio de bardos, el Castillo Severo o la extensa red de catacumbas bajo la ciudad.

- Ventalia: una de las ciudades más grandes de Skyrim, Ventalia es la más antigua de la provincia, además de sede y bastión de los Capas de la Tormenta. Es una ciudad rodeada de fuertes murallas, de calles estrechas, multitud de edificios y un clima frío y nevado. La ciudad domina la comarca de la Marca Oriental.

## Lugares de interés
- Almacén de la Compañía del Imperio Oriental: situado en Soledad, la Compañía del Imperio Oriental es la mayor empresa mercantil del Imperio y está dirigida por Vittoria Vici, prima del emperador Tito Mede II. Sus rutas van desde Roca Alta hasta Morrowind pasando por Skyrim.

- Alto Hrothgar: punto situado en lo alto de la Garganta del Mundo, es la montaña más alta de Skyrim, allí viven los Barbas Grises y su líder Paarthurnax, un grupo de ermitaños seguidores de la filosofía del Camino de la Voz.

- Castillo Severo: una gran fortaleza situada en medio de la ciudad de Soledad. Es la sede de la Legión Imperial en Skyrim y lugar de residencia del general Tulio y de la legada Rikke.

- Castillo Volkihar: ubicado al norte de Soledad, en una lejana isla, donde habitan desde hace eras una serie de vampiros liderados por Lord Harkon. Es uno de los escenarios principales de la expansión The Elder Scrolls V: Dawnguard.

- Colegio de bardos: situado en Soledad, es el único de Skyrim donde los bardos aprenden a cantar, recitar y entretener a la multitud. Los aspirantes son admitidos durante la "Quema del Rey Olaf". El dirigente del colegio es Viarmo, un alto elfo.

- Colegio de magos: situado en Hibernalia, es el único lugar de Skyrim donde se enseñan artes arcanas. Debido a la superstición y el temor de los nórdicos a la magia, se les acusa de haber causado el desastre en Hibernalia, por lo que el colegio no es muy apreciado. Está dirigido por el Archimago Savos Aren.

- Cuenca del Dragón: fortaleza de Carrera Blanca donde reside el jarl. Recibe ese nombre debido a que el Rey Supremo Olaf Ojo-Único encerró allí a un dragón llamado Numinex.

- Gremio de ladrones: situado en Riften, está en la Ratonera, las cloacas de la ciudad. El gremio no pasa por su mejor momento, algunos lo acusan a la mala suerte y otros a una posible maldición. El gran maestre del gremio es Mercer Frey.

- Forja del cielo: situada en Carrera Blanca, se dice que fue construida por los primeros nórdicos. En ella trabaja Eorlund Melena Gris, considerado el mejor herrero de Skyrim, aunque los Melena Gris trabajan en ella desde hace generaciones. El acero de su forja se dice que es superior al de cualquier otra.

- Fuerte del Alba: gran fortaleza situada al este de Riften, cercana a la frontera con Morrowind. El Fuerte del Alba llevaba siglos abandonado, desde la desaparición de la Guardia del Alba, una antigua orden de guerreros dedicados a la lucha contra los vampiros. Este es el lugar donde se desarrolla la mayor parte de la expansión The Elder Scrolls V: Dawnguard.

- Jorrvaskr: situado en Carrera Blanca, Jorrvaskr es el bastión de los Compañeros, un grupo de audaces guerreros que actúan como mercenarios. Los Compañeros se remontan a los tiempos de Ysgramor, y su líder es el Heraldo, el que actúa como principal consejero, siendo este Kodlak Melena Blanca. Dentro de los Compañeros existe un grupo formado por los guerreros más expertos, llamado "El Círculo". Los integrantes de este grupo esconden un secreto: son hombres lobo.

- Límite Sombrío: enorme ciudad subterránea —más grande que cualquier ciudad habitada— construida por los dwemer, abandonada y actualmente ocupada por los falmer. Se comunica con la superficie mediante una serie de elevadores mecánicos. Se caracteriza por el ambiente oscuro, poblado de grandes construcciones y setas gigantes brillantes. Esta localización no aparece en el mapa, pero sí aparecen los lugares de entrada.

- Refugio Celestial: antiguo templo ubicado en La Cuenca al cual accede el Sangre de Dragón y los Cuchillas durante las misiones principales del juego. Construido por los akaviri, en sus muros se detalla cómo vencer a los dragones. Se convierte en el cuartel general de los Cuchillas en Skyrim.

- Salón de los Vigilantes: ubicado entre Ventalia y Riften, ocupado por los denominados «Vigilantes de Stendarr», sacerdotes-guerreros del dios Stendarr que se dedican a luchar contra los vampiros.

- Templo de Mara: dedicado a la diosa Mara en la ciudad de Riften, donde acude la gente a contraer matrimonio. Hay una misión secundaria en esta localización.

## Jarls de Skyrim
Los jarls de Skyrim son los regentes de las distintas poblaciones de la provincia: Carrera Blanca, Haafingar, la Marca Oriental, la Cuenca, la Grieta, Falkreath, la Marca de Hjaal, Hibernalia y El Pálido. Son escogidos en cada región a la muerte o dimisión de su predecesor. Si bien no se tiene mucha información sobre la forma de elegirlos, parece ser que el título no es hereditario y se escoge al más «válido» para el trono. Tampoco se especifica que el jarl tenga que ser de origen nórdico.
Por encima de los jarls en Skyrim está el Rey Supremo. Este es escogido de entre todos los jarls en una asamblea donde todos se reúnen. Si bien se desconocen exactamente cuáles son las funciones del Rey Supremo, parece que este tiene autoridad sobre el resto de jarls. El último Rey Supremo de Skyrim fue Torygg, jarl de Soledad, hasta que fue asesinado en un duelo por Ulfric Capa de la Tormenta.

### Jarls
- Balgruuf el Grande: Jarl de Carrera Blanca, Balgruuf es un gobernante respetado y con honor que goza del favor de casi todos los nórdicos. Es el único de los jarl de Skyrim que no apoya a ninguno de los bandos de la contienda, manteniéndose en apariencia neutral.

- Elisif la Justa: Jarl de Soledad, Elisif es la viuda del Rey Supremo Torygg. A la muerte de su marido, Elisif asumió el trono de Soledad y su aspiración a Reina Suprema de Skyrim es apoyada por el Imperio. Se trata de una mujer de mediana edad, de personalidad relajada y sensible y que suele delegar en su administrador.

- Escaldo el Anciano: Jarl de Lucero del Alba, Escaldo es un hombre de avanzada edad. Tiene mal carácter y es enormemente supersticioso. Es sumamente leal a Ulfric Capa de la Tormenta y se opone a cualquier tipo de intervención imperial en Skyrim.

- Idgrod Cuervo Viejo: Jarl de Morthal, Idgrod es una anciana jarl, aunque no por ello menos despierta o activa. Ella admite tener visiones, y por ello no goza del respeto de todo su pueblo.

- Igmund: Jarl de Markarth, Igmund es un joven gobernante, descendiente también de jarls y leal al Imperio. Se trata de un hombre honorable cuyo padre había sido también jarl de la ciudad. Su mayor preocupación son los Renegados, los nativos de La Cuenca, que abogan por la soberanía sobre la ciudad y que luchan como una guerrilla.

- Korir: Jarl de Hibernalia, Korir es un gobernante afectado por la decadencia de su ciudad, de la cual culpa al colegio de magos, aunque estos lo niegan rotundamente.

- Laila la Legisladora: Jarl de Riften, Laila es una mujer de mediana edad, con pocos años gobernando la ciudad. Pese a su juventud, se preocupa por su pueblo, aunque no sabe, no puede o no quiere acabar con la corrupción de la ciudad.

- Siddgeir: Jarl de Falkreath, Siddgeir es un gobernante joven, que accedió al trono tras el retiro de su tío. Se trata de un jarl despreocupado que delega sus funciones en terceros, más aficionado a placeres que a gobernar.

- Ulfric Capa de la Tormenta: Líder de los "Capas de la Tormenta", es el jarl de Ventalia y de la Marca Oriental. En un pasado, Ulfric derrotó en un duelo al antiguo rey supremo de Skyrim, Torygg; con un thu'um, el legendario grito de los dragones. Tras eso, dirigió una rebelión con el fin de independizar a Skyrim del dominio del Imperio. Cuenta con el apoyo de las ciudades de Riften, Hibernalia y Lucero del Alba.

### Posiblesjarls
- Brina Merilis: Jarl de Lucero del Alba si los imperiales se hacen con el control de la ciudad. Brina Merilis es nativa de Cyrodiil y se estableció en Skyrim tras la Gran Guerra. Apoya al Imperio y no lo esconde, lo que le supone la desconfianza del jarl Escaldo.

- Brunwulf Invierno Libre: Jarl de Ventalia tras la toma definitiva de la ciudad por los imperiales. Se trata de un hombre pacífico, sabio y honorable, que se opone a las políticas racistas de Ulfric.

- Dengeir de Stuhn: Jarl de Falkreath si los Capas de la Tormenta se hacen con el control de la ciudad. Dengeir fue el antiguo jarl de Falkreath, pero según él, una conspiración imperial le arrebató el trono y se lo dio a su sobrino Siddgeir.

- Kraldar: Jarl de Hibernalia si los imperiales de hacen con el control de la ciudad. Según él, mantiene buenas relaciones con el Archimago Savos Aren y respeta las labores del Colegio.

- Maven Espino Negro: Jarl de Riften si los imperiales logran hacerse con el control de la ciudad. Matriarca de la familia Espino Negro, Maven es una mujer que solo piensa en sus negocios y beneficios. Ella mantiene importantes contactos dentro del Imperio y es dueña de la mayor destilería de aguamiel de toda Skyrim. Es una persona con gran poder, y quien ose oponérsele se las tendrá que ver con el Gremio de Ladrones o con los asesinos de la Hermandad Oscura.

- Sorli la Constructora: Jarl de Morthal si los Capas de la Tormenta se hacen con el control de la ciudad. Antes era la posadera de la taberna de Morthal.

- Thongvor Sangre Argéntea: Jarl de Markarth si los Capas de la Tormenta logran hacerse con el control de la ciudad. Se trata del patriarca de la poderosa familia Sangre Argéntea y un opositor del Imperio y los Thalmor.

- Vignar Melena Gris: Jarl de Carrera Blanca si los Capas de la Tormenta ganan la Batalla de Carrera Blanca. Se trata de un hombre de muy avanzada edad, patriarca de los Melena Gris y miembro de los Compañeros.

## Razas en Skyrim
- Altos elfos: nativos de la isla de Estivalia, también llamados altmer, son conocidos por su experiencia para cualquier arte arcana, así como por su carácter altivo y calmado. Algunos de los altmer que se hallan en Skyrim son agentes de los Thalmor, encargados de erradicar el culto a Talos en la provincia.

- Argonianos: nativos de Ciénaga Negra, tienen aspecto reptiliano. Son hábiles en el sigilo y muy resistentes a cualquier enfermedad, además de poder respirar bajo el agua. No hay muchos argonianos residentes en Skyrim, y la mayoría trabajan en minas y puertos, destacando su presencia en Ventalia, Riften y Soledad.

- Bretones: nativos de Roca Alta, son híbridos de elfo y humano. Son hábiles en el uso de la magia y bastante resistentes a esta. Pese a que su provincia forma parte del Imperio, los bretones se mantienen neutrales y no apoyan ni a los imperiales ni a los Capas de la Tormenta.

- Elfos de las nieves: también llamados falmer, habitaron Skyrim antes que los nórdicos. En tiempos del Rey Supremo Harald, los elfos de las nieves fueron desterrados, acabando por refugiarse bajo tierra donde fueron esclavizados por los dwemer. Los elfos de las nieves, tras siglos de torturas y sin luz, se acabaron convirtiendo en criaturas salvajes y ciegas, hostiles ante cualquier raza.

- Elfos del bosque: nativos de Bosque Valen, también llamados bosmer. Son los mejores arqueros de todo Tamriel y están aliados con el Dominio de Aldmer. Los bosmer habitan en los bosques y, según ellos, están en comunión con la naturaleza y los animales.

- Elfos oscuros: nativos de Morrowind, también llamados dunmer. Los elfos oscuros son conocidos por su inteligencia, astucia y habilidades mágicas. Tras el desastre que sacudió Morrowind, muchos emigraron a Skyrim, destacando la comunidad dunmer de Ventalia.

- Guardias Rojos: nativos de Páramo del Martillo, son famosos por su habilidad con las espadas y como guerreros. Muchos habitan en Skyrim, pero tras la secesión de su provincia del Imperio, la mayoría luchan contra el Dominio de Aldmer sin apoyar ni a los imperiales ni a los Capas de la Tormenta.

- Imperiales: nativos de Cyrodiil, han regido Tamriel desde tiempos remotos gracias a sus habilidades para el comercio y la diplomacia. Los imperiales llevan desde siempre residiendo en Skyrim, igual que la Legión, de modo que la inmensa mayoría apoya al Imperio.

- Khajiitas: nativos de Elsweyr, también llamados hombres-gato. Son expertos en el sigilo y el robo, dedicándose muchos de ellos al comercio. Los khajiitas tienen prohibida la entrada a las ciudades de Skyrim por su fama de ladrones y contrabandistas, por lo que la mayoría viajan en grupo en caravanas de mercaderes, asentándose de manera nómada en las afueras de las ciudades.

- Nórdicos: Nativos de Skyrim, suelen ser altos, rubios y robustos. Son muy nacionalistas, llegando muchos incluso a la xenofobia, destacando su amor por la guerra y por su honorabilidad. Debido a esto, muchos apoyan la revuelta de Ulfric, aunque la mayoría están divididos por la guerra.

- Orcos: también son llamados orsimer, destacan por su habilidad para la guerra, su fiereza y sus dotes como herreros, de hecho, en la Legión están muy bien considerados. Los orcos suelen habitar en las fortalezas desperdigadas por Skyrim donde viven siguiendo sus propias leyes y cultura.